# مالااکسون
مالااکسون (به انگلیسی: Malaoxon) با فرمول شیمیایی C۱۰H۱۹O۷PS یک ترکیب شیمیایی با شناسه پاب‌کم ۱۵۴۱۵ است. که جرم مولی آن ۳۱۴٫۲۹۲۴۲۱ می‌باشد. 